# Rodrigo Lara Bonilla
Rodrigo Lara Bonilla (ur. 11 sierpnia 1946 w Neivie, zm. 30 kwietnia 1984 w Bogocie) – kolumbijski prawnik i polityk konserwatywny, minister sprawiedliwości Kolumbii, ofiara walki z handlem narkotykami.

## Życiorys

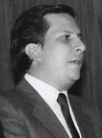

Pełnił funkcję ministra sprawiedliwości za prezydentury Belisario Betancura. Kierował działaniami państwa kolumbijskiego przeciwko Pablo Escobarowi i kartelowi z Medellin. Po wyborze Escobara na senatora ujawnił jego źródła dochodów, co przyczyniło się do usunięcia narkobarona z kolumbijskiego Kongresu. Wywierał polityczny nacisk na ekstradycję handlarzy narkotyków do Stanów Zjednoczonych, co doprowadziło do niezadowolenia i gwałtownych reakcji ze strony mafii zajmujących się narkobiznesem.
Został zastrzelony 30 kwietnia 1984 przez dwóch zabójców na motocyklu wspieranych przez innych, w samochodach, w północnej Bogocie. Funkcjonariusze bezpieczeństwa, którzy go ochraniali z jeepa, po pościgu zabili jednego z zabójców i pojmali drugiego. Stacja radiowa Caracol zidentyfikowała schwytanego podejrzanego jako 20-letniego Bayrona Velasqueza, który miał otrzymać za zabójstwo 20.000 dolarów. Inicjatorem mordu był Pablo Escobar.
Morderstwo Lary skłoniło rząd Belisario Bentancura do natychmiastowego wdrożenia rozwiązań prawnych, zezwalających na ekstradycję handlarzy narkotyków do USA i postawienie w stan oskarżenia Pablo Escobara.
Wykonane wiele lat później, po ekshumacji, badania specjalistów medycyny sądowej, wykazały, że co najmniej jeden ze strzałów, które trafiły Larę, został oddany z lewej strony, z bardzo bliskiej odległości. 